# はるのか
はるのか（春の香）は、日本・福岡県で育成されたイチゴの品種。西日本の平坦地水田にイチゴの栽培を定着させた品種である。

## 歴史
昭和20年代までの日本では、イチゴは露地ものが出回る初夏までは庶民の口に入りにくい食べ物であった。昭和30年代になりプラスチック資材が普及したことでイチゴの作付け期間の拡大が可能になったが、花芽形成が早く、休眠が浅く、しかも収穫期間が長いという促成栽培向けのイチゴ品種の育成はなかなか進まなかった。
そんな中、1967年（昭和42年）に農林省園芸試験場久留米支場（現・九州沖縄農業研究センター:筑後・久留米研究拠点(久留米)）で誕生したのがはるのかである。米余りが深刻化しており、米の買取価格も暴落したことで米に代わる換金作物が切望された時期でもあった。
福岡県広川町農協（現JAふくおか八女）では、1968年に「いちご部会」を発足させ、促成栽培向けの品種であるはるのかに品種を一本化し、福岡県外への出荷を試みた。山口県、広島県の市場をはじめ東京市場への出荷も行われた。1971年には空輸も試みており、その後はトラックによる冷凍輸送が定着した。
特に東京市場からは12月のクリスマス需要への対応が求められ、大きな市場である東京市場に対応するため、イチゴの花芽分化を早める技術を磨いていった。この時期のイチゴには高値が付いたこともあり、東京市場を目指す気風は盛り上がった。
こうして、はるのかは家庭向けよりも、ケーキ向けといった業務用イチゴとしての認識が広まった。
はるのかは、収量が多く、粒も大きい。糖度や香気に優れており、輸送性に富んでいた。はるのかの登場で、これを栽培する農家は11月から翌年5月までの約7か月間は、はるのかの出荷で安定して収入を得ることができるようになるため、西日本の平坦地水田でイチゴの促成栽培が定着していった。
また、はるのかの優れた特性は後継品種であるとよのかに引き継がれていった。

## 特徴
果実は紡錘形をしており、ほとんどが大果で平均10グラムから15グラム。
果皮は鮮明な赤色で、光沢は他の品種と比べるとわずかに劣るが、適当な水分を保持しておけば良くなる。
果肉のしまりはよく堅いが、高温下にあると果肉が軟化して、空洞になりやすい。
糖度は高くて平均で10.5。香気も高い。酸味は適当。